# Jacques Ehrmann (homme d'affaires)
Pour les articles homonymes, voir Ehrmann.
Pour l’article homonyme, voir Jacques Ehrmann.
Jacques Ehrmann (né le 13 février 1960) est un homme d’affaires français. Il est président du Conseil National des Centres Commerciaux (CNCC) depuis mars 2019 et directeur général de Altarea Cogedim depuis juin 2019. Il a été directeur exécutif du groupe Carrefour entre 2013 et 2019, et président-directeur général de Carmila, foncière immobilière cotée en bourse, entre 2014 et 2019.

## Biographie
Né à Paris le 13 février 1960, Jacques Ehrmann fait sa scolarité à l’Ecole Alsacienne. Il est diplômé de l'École des hautes études commerciales (HEC) Paris en 1982 et commence sa carrière au sein de la Société des Hôtels Méridien en 1984, en tant que responsable du développement, avant d’en être nommé secrétaire général de 1989 à 1995. 
Il devient ensuite directeur général d’Euro Disney de 1995 à 1997, chargé de la division développement. En 1997 il intègre le Club Méditerranée, où il est nommé directeur général chargé des « nouvelles activités » en 2000.
Jacques Ehrmann devient directeur général des activités immobilières et développement du groupe Casino en 2003. Il pilote en 2005 la création de Mercialys, une société foncière spécialisée dans le domaine des centres commerciaux, dont il devient président-directeur général jusqu’en 2012. Il s’occupe également de l’expansion à l’international du groupe de distribution, que ce soit en Thaïlande, au Vietnam ou en Amérique latine. Il lance GreenYellow, une start-up dans le domaine du solaire photovoltaïque, développée dans le cadre d’un projet d’intrapreneuriat qu’il a mis en avant au sein du groupe Casino.
En 2013, il devient directeur exécutif du groupe Carrefour. Il crée la société immobilière Carmila, dont il est président-directeur général depuis 2014. En janvier 2015, Jacques Ehrmann est nommé directeur fusions-acquisitions du groupe Carrefour.
En septembre 2017, il est nommé directeur exécutif Patrimoine, Développement International et Innovation au sein d’un comité exécutif groupe composé par Alexandre Bompard. En novembre 2017, il rejoint également le comité de direction du Conseil National des Centre Commerciaux (CNCC). 
Le 28 mars 2019, Jacques Ehrmann est nommé Président du Conseil National des Centres Commerciaux (CNCC), dans le cadre d’un mandat de deux ans,. 
Le 4 juin 2019, Alain Taravella, Président-Fondateur d'Altarea-Cogedim, annonce l'arrivée de Jacques Ehrmann, le 1er juillet 2019, en tant que Directeur Général afin de diriger le groupe à ses côtés.

## Distinctions et titres honorifiques
Il est chevalier de l'ordre national de la Légion d'honneur depuis 2010.